# إي آند مصر
إى آند مصر هي شركة اتصالات مصرية تنبثق من الشركة الأم في الإمارات شركة إي آند.
ولقد بدأت إي آند البث الفعلي للخدمة في اليوم الأخير من شهر أبريل 2007 ثم أعلن بدء خدمات الجيل الثالث للمحمول في مصر، وشركة إي آند ــ تبعًا لتصنيف مجلة الشرق الأوسط ــ هي سادس أكبر شركة في المنطقة من حيث رأس المال والأرباح، وأيضًا هي الشركة الـ140 عالميا من حيث رأس المال.

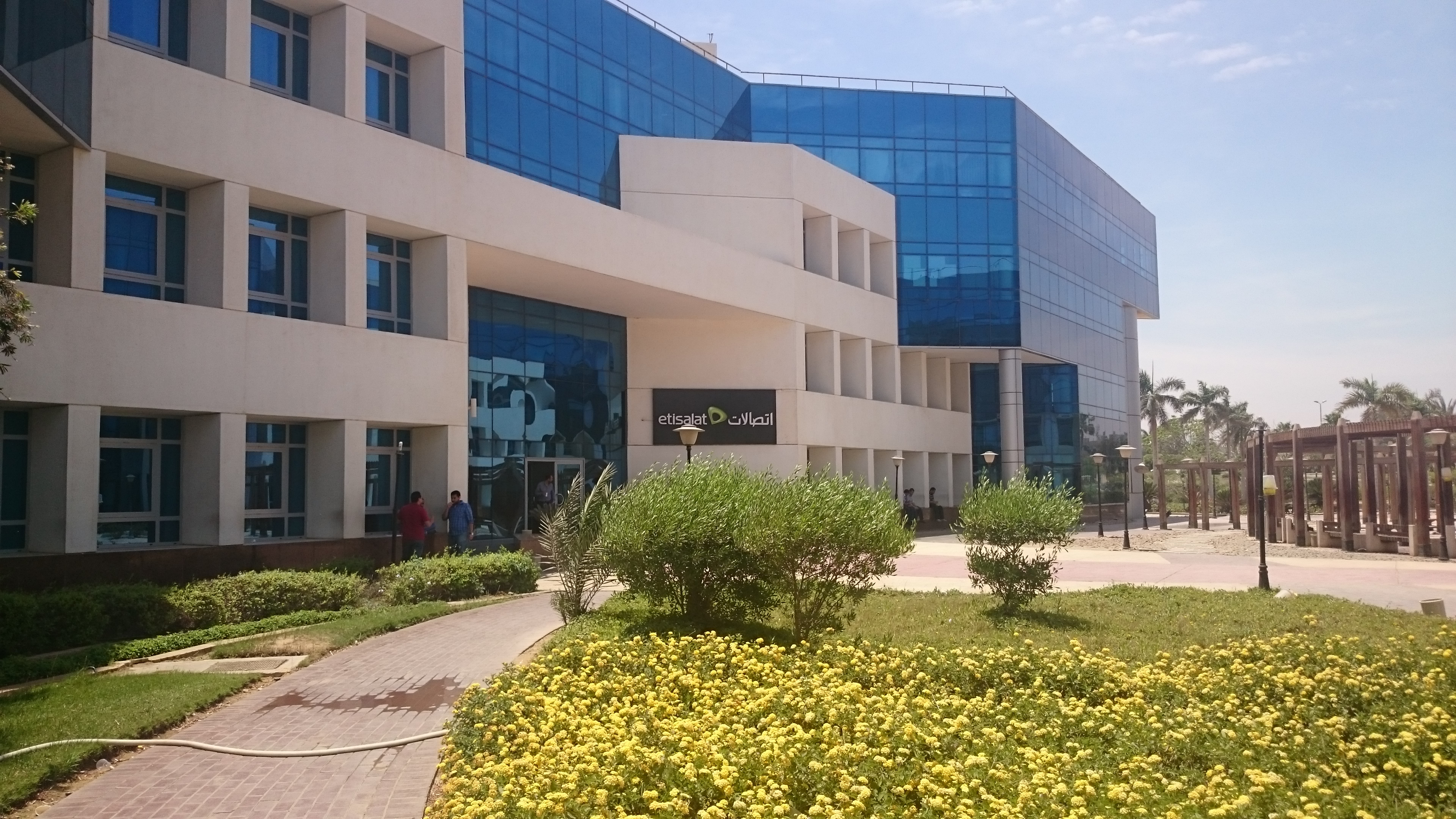
مقر شركة إي آند مصر في القرية الذكية.

وتعمل إي آند حاليا في 16 دولة وتخدم أكثر من 450 مليون عميل حول العالم، ومن هذه الدول: الإمارات العربية المتحدة، والمملكة العربية السعودية، ومصر، وأفغانستان. والجدير بالذكر حصول الشركة على لقب أفضل مشغل محمول في أفريقيا عامي 2009 و 2010 على التوالي.[بحاجة لمصدر]

## خدمة حجز الأرقام
لأول مرة في مصر قدمت إي آند خدمة حجز الأرقام، وقد أدت هذه الخدمة لجذب أكثر من نصف مليون شخص، حيث كان بالإمكان حجز أي رقم يريده العميل وشراؤه لاحقا عند بدء الخدمة، ومكنت هذه الخدمة من حجز أرقام في الحيز ******4، مما ممكن من حجز أرقام تمثل أعياد ميلاد أو ذكرى زواج...إلخ، وقد تم تفعيل هذه الخدمة قبل التشغيل الفعلي للشبكة.

## خدماتالشبكة(الإنترنت)
استحوذت إي آند في بداية عام 2009 على شركتي Nile On Line وEgyNet والتي تقدمان خدمات الشبكة (الإنترنت) السريعة في مصر، وبهذا بدأت إي آند تقديم خدمات الشبكة السريعة خط اشتراك رقمي غير متماثل في مصر إلى جانب الخدمات المقدمة في مجال الهاتف المحمول.

## رعاية النادي الأهلي المصري
وقعت شركة «إي آند» مصر في يوم 4 أكتوبر 2011 عقد رعاية قميص النادي الأهلي وذلك لمدة 3 سنوات قادمة بحضور رئيس مجلس إدارة الشركة المهندس جمال السادات والرئيس التنفيذي لها صالح العبدولي وعدد من قيادات الشركة، بالإضافة إلى رئيس النادى الأهلي حسن حمدي والكابتن محمود الخطيب نائب رئيس النادي والمدير الفني للنادي مانويل جوزيه، ونجحت إي آند في الفوز برعاية قميص النادي الأهلي لمدة ثلاث سنوات مقابل 135 مليون جنيه، بعد منافسة قوية مع شركة فودافون، بعد أن وصلت المزايدة إلى 130 مليوناً، حتى حسمتها إي آند برفع السعر إلى 5 ملايين أخرى.

## حصة إي آند في السوق المصرية
في خلال عامين من التشغيل الفعلي لاتصالات استطاعت الشركة أن تجتذب أكثر من 15 مليون مشترك حسب تصريحات الشركة الرسمية مما يعتبر إنجازًا حيث أن المنافسين حققوا ذلك الرقم خلال عشرة أعوام كاملة.

## انظر أيضّاً
- قائمة مشغلي شبكات الهاتف المحمول
- قائمة الشبكات الخلوية في الوطن العربي

## وصلات خارجية
- الموقع الرسمي
- اتصالات الإمارات - الشركة الأم